# Tropicis
Tropicis is een geslacht van kevers uit de familie houtzwamkevers (Ciidae).

## Soorten
- T. brevicarinatus Scott, 1926
- T. flexicarinatus Scott, 1926
- T. sexcarinatus (C.O.Waterhouse, 1876)